# Erla Maschinenwerk

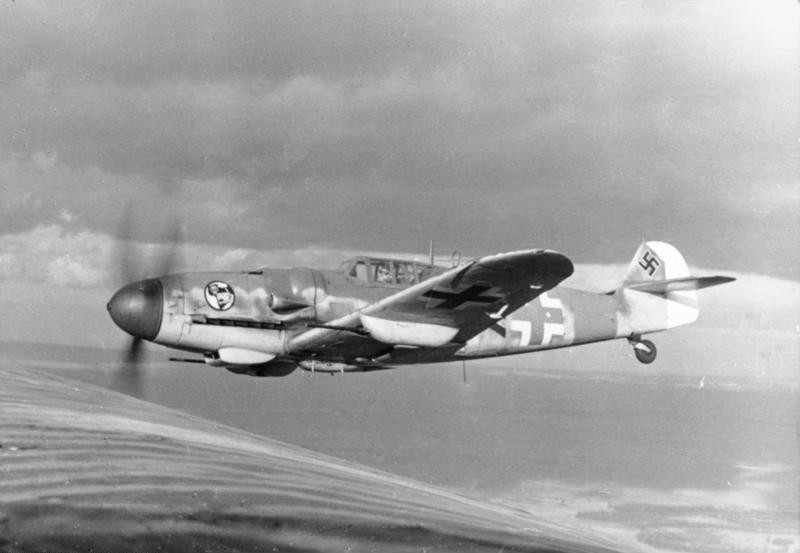
Von über 33.000 Jagdflugzeugen des Typs Messerschmitt Bf 109 baute Erla in Leipzig rund ein Drittel

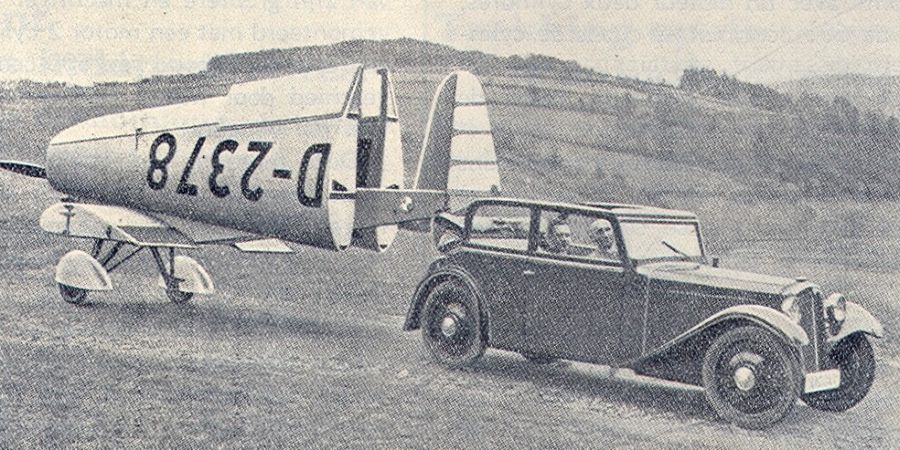
Die DKW Erla Me 5a wie sie im September 1933 im L’Aérophile vorgestellt wurde

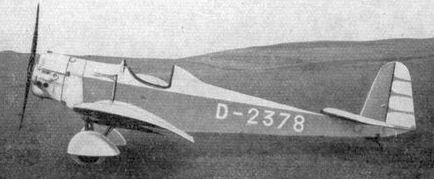
Die DKW Erla Me 5a wie sie im September 1933 im L’Aérophile vorgestellt wurde

Die Erla Maschinenwerk GmbH war ein 1934 gegründeter Flugzeughersteller in Leipzig. Das im Stadtteil Heiterblick ansässige Unternehmen stellte für die Luftwaffe des Deutschen Reichs bis 1945 insgesamt rund ein Drittel von über 33.000 Jagdflugzeugen des Typs Messerschmitt Bf 109 her. Im Zweiten Weltkrieg war das Leipziger Werk hinsichtlich der gebauten Stückzahlen neben der Messerschmitt GmbH in Regensburg und den Wiener Neustädter Flugzeugwerken der größte Produzent des deutschen Standardjagdflugzeugs Bf 109.
Als reine Rüstungsbetriebe wurden nach der deutschen Kapitulation im Mai 1945 alle Erla-Werke demontiert und die Firma aus dem Leipziger Handelsregister Ende August 1949 gelöscht.
Die 1937–1938 in Leipzig-Thekla gebaute Werkssiedlung, deren Straßen die Namen germanischer Götter tragen, wird noch heute als Erla-Siedlung bezeichnet.

## Geschichte
Der Flugzeugkonstrukteur Franz Xaver Mehr entwickelte Anfang der 1930er Jahre als „Volksflugzeug“ den Tiefdecker Me 5A mit einem wassergekühlten Zweizylinder-Zweitaktmotor (Typ FL 600 mit 20 PS Leistung) der Marke DKW, der von den Zschopauer Motorenwerken (ab Mitte 1932 Teil der Auto Union AG) stammte. Sein Motorsegler Me 4a blieb ein Einzelexemplar. Mehr kooperierte mit DKW-Inhaber Jørgen Skafte Rasmussen, der das Kleinflugzeug als „DKW Erla Me 5A“ in Erla im Erzgebirge von der zu seinem Konzern gehörenden Nestler & Breitfeld GmbH (Eisenwerk Erla) bauen lassen wollte. Zu dem Zweck wurde am 16. September 1933 die Eisen- und Flugzeugwerk Erla GmbH in das Handelsregister des Amtsgerichts Schwarzenberg/Erzgeb. eingetragen. Auf dem Flughafen Berlin-Tempelhof erfolgte am 30. November 1933 eine Vorführung des Musterflugzeugs DKW Erla Me 5a mit der Registrierung D-2585. Der Typ wurde zum Preis von 3.875 Reichsmark angeboten, was inflationsbereinigt in heutiger Währung ca. 21.600 Euro entspricht.
Da jedoch die Flugzeugbauabteilung das Unternehmen zunehmend in Liquiditätsschwierigkeiten brachte, wurde diese auf Drängen der Direktoren des Werks nach Leipzig-Heiterblick in die am 18. Juli 1934 neu gegründete Erla Maschinenwerk GmbH ausgegliedert und das Werk im Erzgebirge zur Erla GmbH umfirmiert.
Hauptzweck der Neugründung war jedoch nicht der Bau von Zivilflugzeugen (auch wenn offiziell so deklariert), zumal klar war, dass die Me 5a als Schulflugzeug für die Luftwaffe nicht in Frage kam und der Absatz der Kleinflugzeuge an zivile Käufer nur schleppend verlief. Gemäß den Vorstellungen des Reichsluftfahrtministeriums wurde daher das Leipziger Werk ab 1935 im Zug der Aufrüstung der Wehrmacht mit dem Lizenzbau von Flugzeugen anderer Hersteller beauftragt: Arado Ar 65 (24 Stück, 1935), Heinkel He 51 (80 Stück, 1936) sowie 1937 die Arado Ar 68 (76 Stück) und die Gotha Go 145 (106 Maschinen).
Im Jahr 1937 baute Erla die ersten 157 Bf-109-Jagdflugzeuge in der Version B. Die weiteren Produktionszahlen waren:
- 1938:  319 Maschinen der Versionen B, D und E.
- 1939:  545 Bf 109 E
- 1940:  426 Versionen E und F
- 1941:  697 Version F
- 1942:  973 Versionen F und G
- 1943: 2011 Version G
- 1944: 4349 (dito)
- 1945: 1574 Maschinen (bis Mitte April)

Daneben lieferte Erla von 1939 bis 1943 an die MIAG bzw. Luther-Werke (Braunschweig) sowie die Gothaer Waggonfabrik (Gotha) Tragflächensätze zum Bau von Messerschmitt Bf 110.
Neben dem Stammwerk Heiterblick (Werk I; Wodanstraße) kamen weitere Leipziger Standorte hinzu: Mockau (Werk II; Vierzehn-Bäume-Weg), Abtnaundorf (Werk III; Theklaer Straße / Heiterblickstraße) und für die Teileherstellung das Werk V (Pfaffendorfer Straße 31–33 nördlich der Kongreßhalle), das von der Kammgarnspinnerei Leipzig gemietet wurde. Ein weiterer Zulieferer (Werk IV) war die im September 1939 gekaufte stillgelegte Fabrik in Johanngeorgenstadt des Klavierherstellers Hupfeld & Zimmermann AG. Dort wurden u. a. bis September 1941 für den Lastensegler DFS 230 Tragflächen und Rümpfe gefertigt, die ins Werk I (Wodanstraße) in Leipzig transportiert und dort endmontiert wurden. Ende 1940 beschäftigte Erla 9316 Mitarbeiter, davon 6719 in Leipzig und 700 in Johanngeorgenstadt, wo später u. a. Bf-109-Leitwerke gebaut wurden. Weitere 757 Personen waren zur Reparatur beschädigter Maschinen in den beiden Erla-Werken in Belgien tätig: Brüssel (Werk VI, Ende 1941: 1025 Personen) und Antwerpen (Werk VII, Ende 1941: 2525 Personen). Anfang 1942 kam das Werk VIa in Mechelen (Belgien) hinzu. Das Werk VIII in Mielec (Polen, damals Generalgouvernement) wurde im Dezember 1941 bereits wieder geschlossen.
Zur Unterbringung der Zwangsarbeiter gab es von März 1943 bis April 1945 das zu Erla gehörende Außenlager Leipzig-Thekla des Konzentrationslagers Buchenwald; daneben wurden von Tarnfirmen weitere Lager an diversen ausgelagerten Fertigungen wie Flöha („Fortuna GmbH“, Rumpfbau) oder Mülsen St. Micheln („Gross GmbH“, Tragflächen) eingerichtet. 1944 wurde mit dem forcierten Einsatz von Zwangs- und „Ostarbeitern“ und einer dezentralen Fertigung das Maximum von rund 4300 Maschinen erreicht, was durchschnittlich zwölf Flugzeugen pro Tag entspricht. Trotz der Luftangriffe auf Leipzig und wachsender Probleme beim Transport zu und von den Verlagerungsstandorten konnte die Endmontage auf zuletzt fünf Plätzen weiter aufrechterhalten werden. Neben den Umstellungsarbeiten für die Fertigung der Focke-Wulf Ta 152 H-1/R11, deren Serienbau im März 1945 beginnen sollte, wurden bis April 1945 noch rund 1600 Bf 109 gebaut. Am 18. April 1945 besetzten Einheiten der 1. US-Armee Leipzig und übergaben die Stadt am 2. Juli 1945 an die Rote Armee.
Auf Anordnung der Sowjetischen Militäradministration in Deutschland (SMAD) wurden ab November 1945 alle Erla-Standorte demontiert und die Immobilien 1947 der Stadt Leipzig übertragen.

## Quelle
- Karl-Dieter Seifert: DKW und die Erla Me-Flugzeuge 1926 bis 1945. Sutton, Erfurt 2011, ISBN 978-3-86680-852-2 (eingeschränkte Vorschau in der Google-Buchsuche).
- Karl-Heinz Rother, Jelena Rother: Die Erla-Werke GmbH und das Massaker von Abtnaundorf. (hrsg. vom Stadtverband Leipzig des Verbandes der Verfolgten des Naziregimes – Bund der Antifaschisten e. V. VVN/BdA) Leipzig 2013.
- Bestand 20783: Erla Maschinenfabrik GmbH, Leipzig im Staatsarchiv Leipzig